# Naked Gun 33⅓: The Final Insult
The Naked Gun 33⅓: The Final Insult (en Hispanoamérica, ¿Y dónde está el policía? 33⅓: El insulto final; en España, Agárralo como puedas 33⅓: El insulto final; en Argentina, La pistola desnuda 33⅓) es una película estadounidense de comedia en 1994, protagonizada por Leslie Nielsen y Priscilla Presley, dirigida por Peter Segal y producida por Paramount Pictures. Es la tercera parte de la saga de The Naked Gun.

## Argumento
El teniente Frank Drebin (Leslie Nielsen) se ha retirado de la policía y ahora ejerce su profesión de amo de casa, mientras que Jane (Priscilla Presley) trabaja como abogada. Pero, cuando la policía necesita a Frank para detener un nuevo plan terrorista que está siendo planeando por un reo llamado Rocco Dillon (Fred Ward), el antiguo policía no quiere volver porque teme desobedecer la petición de su esposa de no aceptar ningún caso. Finalmente, accede llevar la investigación sobre una sospechosa llamada Tania (Anna Nicole Smith).
Al llegar a casa, Jane descubre que su marido ha vuelto a ser policía, se enfada con él y se marcha de casa. Entonces, un Frank entristecido por ello decide entrar en acción. En esta ocasión debe infiltrarse en la cárcel para averiguar qué es exactamente lo que Rocco trama, en qué lugar realizará el ataque y cómo lo hará. Al principio la relación con Rocco no resulta muy buena, pero cuando entre los dos logran escapar, Rocco se siente agradecido hacia Frank. Cuando llegan a la mansión de Rocco, Frank se da cuenta de que su plan es atacar en un evento muy importante: la entrega de los Oscar.

## Elenco
- Leslie Nielsen como el teniente Frank Drebin / Nick "El Degollador" McGirk.
- Priscilla Presley como Jane Spencer-Drebin.
- Anna Nicole Smith como Tania Peters.
- Fred Ward como Rocco Dillon.
- George Kennedy como el capitán Ed Hocken.
- O. J. Simpson como Nordberg. Esta fue la última película en la que participó, ya que un año después sería acusado de los asesinatos de Nicole Brown Simpson y Ronald Goldman.
- Kathleen Freeman como Muriel Dillon.

### Cameos
Además del elenco principal la película cuenta con numerosos cameos de celebridades que aparecen "como ellos mismos":
- Shannen Doherty –
- Olympia Dukakis[2]
- Morgan Fairchild –
- Elliott Gould[2]
- Mariel Hemingway –
- Florence Henderson
- James Earl Jones[2]
- Mary Lou Retton[2]
- Raquel Welch[2]
- Vanna White[2]
- "Weird Al" Yankovic[2]
- Pia Zadora[2]
- Courteney Cox[2]

## Recepción
Naked Gun 33 1⁄3: The Final Insult recibió reseñas mixtas. Cuenta con un 54% de aprobación en Rotten Tomatoes, basada en 35 reseñas. El consenso del sitio indica: "Naked Gun 33 1⁄3: The Final Insult es esporádicamente divertida gracias al sólido y fiable trabajo de Leslie Nielsen, pero sigue siendo un duro revés con respecto a la película original".

## Estrenos
| País                                                                          | Fecha de estreno              |
| ----------------------------------------------------------------------------- | ----------------------------- |
| Alemania                                                                      | Jueves 12 de mayo de 1994     |
| Argentina                                                                     | Jueves 12 de mayo de 1994     |
| Australia                                                                     | Jueves 24 de marzo de 1994    |
| Austria                                                                       | Viernes 13 de mayo de 1994    |
| Bélgica                                                                       | Miércoles 11 de mayo de 1994  |
| Belice · Costa Rica · El Salvador · Guatemala · Honduras · Nicaragua · Panamá | Viernes 27 de mayo de 1994    |
| Brasil                                                                        | Viernes 27 de mayo de 1994    |
| Bulgaria                                                                      | Viernes 15 de julio de 1994   |
| Chile                                                                         | Jueves 9 de junio de 1994     |
| Chipre                                                                        | Viernes 5 de agosto de 1994   |
| Colombia                                                                      | Jueves 26 de mayo de 1994     |
| Corea del Sur                                                                 | Sábado 28 de mayo de 1994     |
| Croacia                                                                       | Jueves 2 de junio de 1994     |
| Dinamarca                                                                     | Viernes 6 de mayo de 1994     |
| Ecuador                                                                       | Miércoles 22 de junio de 1994 |
| Egipto                                                                        | Lunes 3 de octubre de 1994    |
| Eslovenia                                                                     | Jueves 11 de agosto de 1994   |
| España                                                                        | Viernes 13 de mayo de 1994    |
| Estados Unidos · Canadá                                                       | Viernes 18 de marzo de 1994   |
| Filipinas                                                                     | Miércoles 15 de junio de 1994 |
| Finlandia                                                                     | Viernes 6 de mayo de 1994     |
| Francia                                                                       | Miércoles 11 de mayo de 1994  |

| País                         | Fecha de estreno               |
| ---------------------------- | ------------------------------ |
| Grecia                       | Viernes 17 de junio de 1994    |
| Hong Kong                    | Jueves 9 de junio de 1994      |
| Hungría                      | Jueves 30 de junio de 1994     |
| India                        | Viernes 9 de diciembre de 1994 |
| Indonesia                    | Jueves 23 de junio de 1994     |
| Israel                       | Viernes 13 de mayo de 1994     |
| Italia                       | Miércoles 4 de mayo de 1994    |
| Japón                        | Sábado 13 de agosto de 1994    |
| Líbano                       | Viernes 17 de junio de 1994    |
| Malasia                      | Jueves 9 de junio de 1994      |
| México                       | Viernes 10 de junio de 1994    |
| Noruega                      | Viernes 6 de mayo de 1994      |
| Nueva Zelanda                | Viernes 1 de julio de 1994     |
| Países Bajos                 | Jueves 5 de mayo de 1994       |
| Perú                         | Viernes 3 de junio de 1994     |
| Polonia                      | Viernes 17 de junio de 1994    |
| Portugal                     | Viernes 24 de junio de 1994    |
| Reino Unido Irlanda          | Viernes 20 de mayo de 1994     |
| República Checa · Eslovaquia | Jueves 16 de junio de 1994     |
| República Dominicana         | Miércoles 1 de junio de 1994   |
| Rumania                      | Viernes 29 de julio de 1994    |
| Singapur                     | Jueves 21 de julio de 1994     |
| Sudáfrica                    | Viernes 20 de mayo de 1994     |
| Suecia                       | Viernes 22 de julio de 1994    |
| Suiza                        | Viernes 13 de mayo de 1994     |
| Tailandia                    | Sábado 11 de junio de 1994     |
| Taiwán                       | Sábado 4 de junio de 1994      |
| Turquía                      | Viernes 10 de junio de 1994    |
| Uruguay                      | Viernes 8 de julio de 1994     |
| Venezuela                    | Miércoles 25 de mayo de 1994   |